# Ianthopsis monodi
Ianthopsis monodi är en kräftdjursart som beskrevs av Nordenstam 1933. Ianthopsis monodi ingår i släktet Ianthopsis och familjen Acanthaspidiidae. Inga underarter finns listade i Catalogue of Life.